# Festa do Avante!

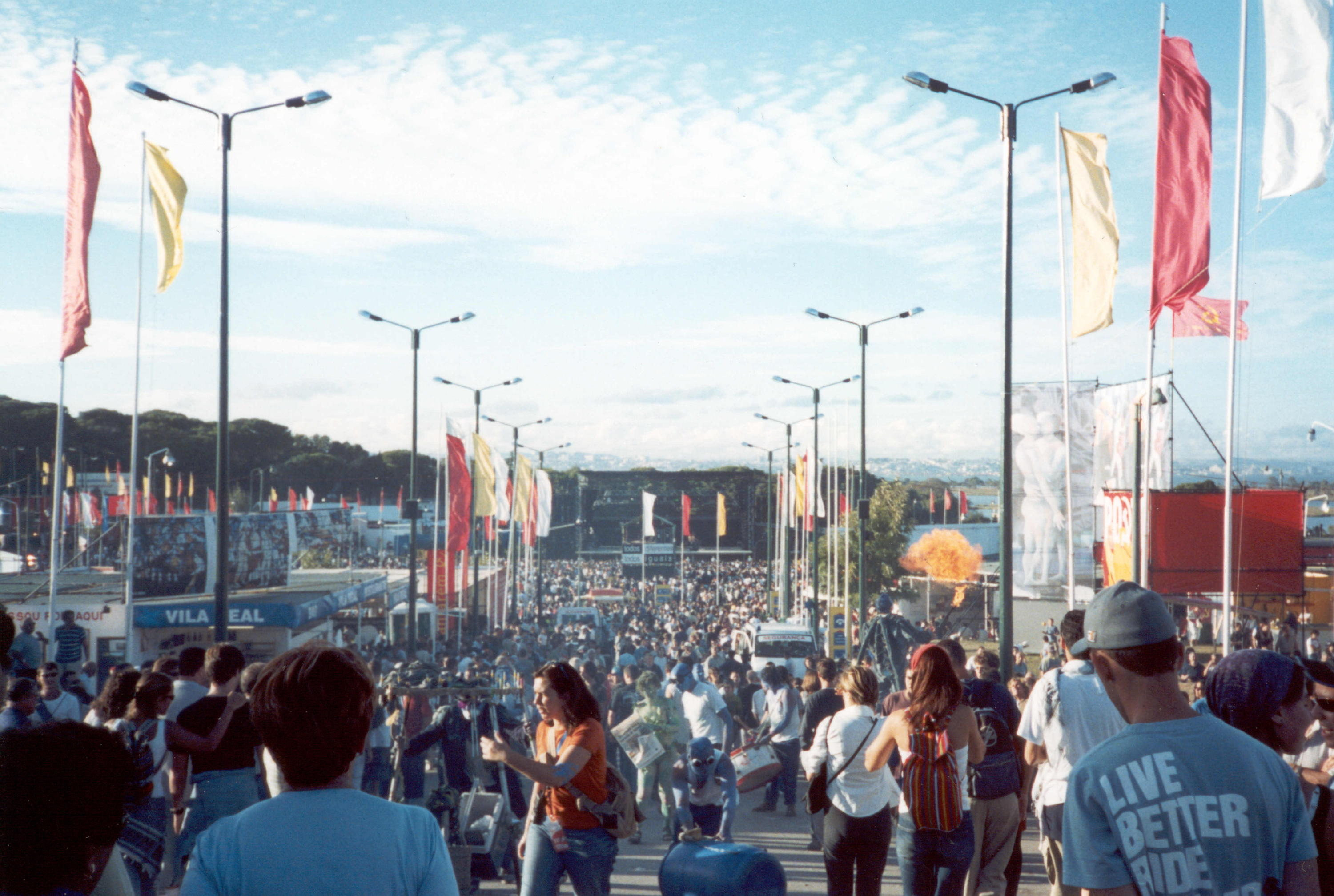
Festivalgelände (Teilansicht)

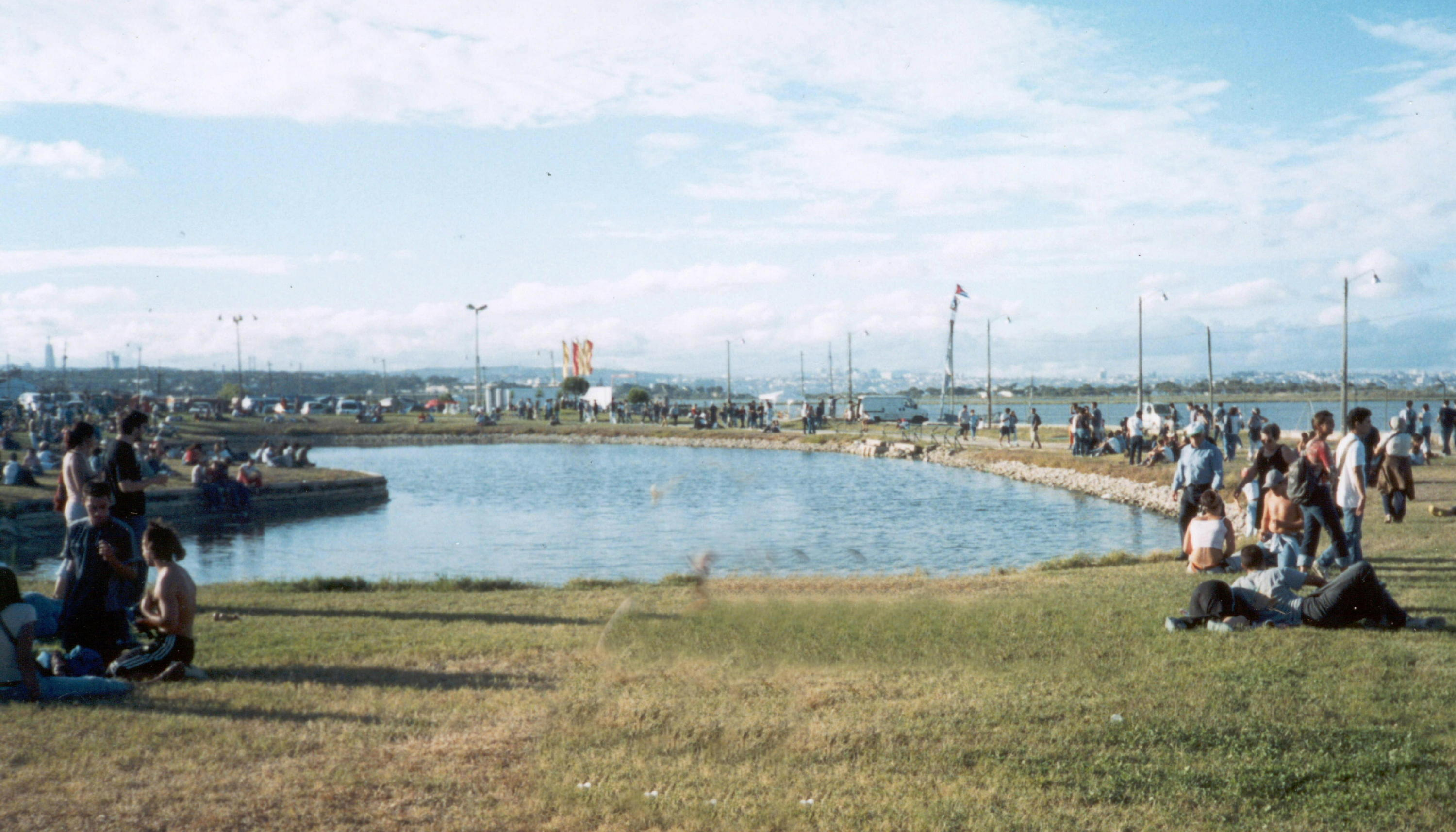
Festivalgelände (Teilansicht)

Die Festa do Avante! findet jährlich am ersten Septemberwochenende in Amora (Seixal) statt. Das Pressefest der Wochenzeitung Avante!, der Parteizeitung der Portugiesischen Kommunistischen Partei, ist eine dreitägige kulturelle Großveranstaltung in Portugal.

## Geschichte
Erstmals fand die Festa nach der Nelkenrevolution statt, 1976 auf dem damaligen Gelände der Feira Internacional de Lisboa (FIL). Es fand in den nachfolgenden Jahren im Jamor (1977, 1978), in Alto da Ajuda (1979–1986) und in Loures (1988, 1989) statt. 1987 konnte das Fest nicht stattfinden. 1990 gelang es der Portugiesischen Kommunistischen Partei (PCP) ein Gelände, die Quinta da Atalaia, in der Gemeinde Amora (Kreis Seixal), auf der Lissabon gegenüberliegenden Flussseite zu kaufen, und veranstaltet dort seither jährlich die Festa do Avante!. Dabei werden jedes Jahr die Pavillons neu gestaltet. Das Fest wird weitgehend ehrenamtlich betrieben.
Die „Festa“ ist mit jährlich über 500.000 Besuchern eine der größten kulturellen Veranstaltungen Portugals.

## Programm

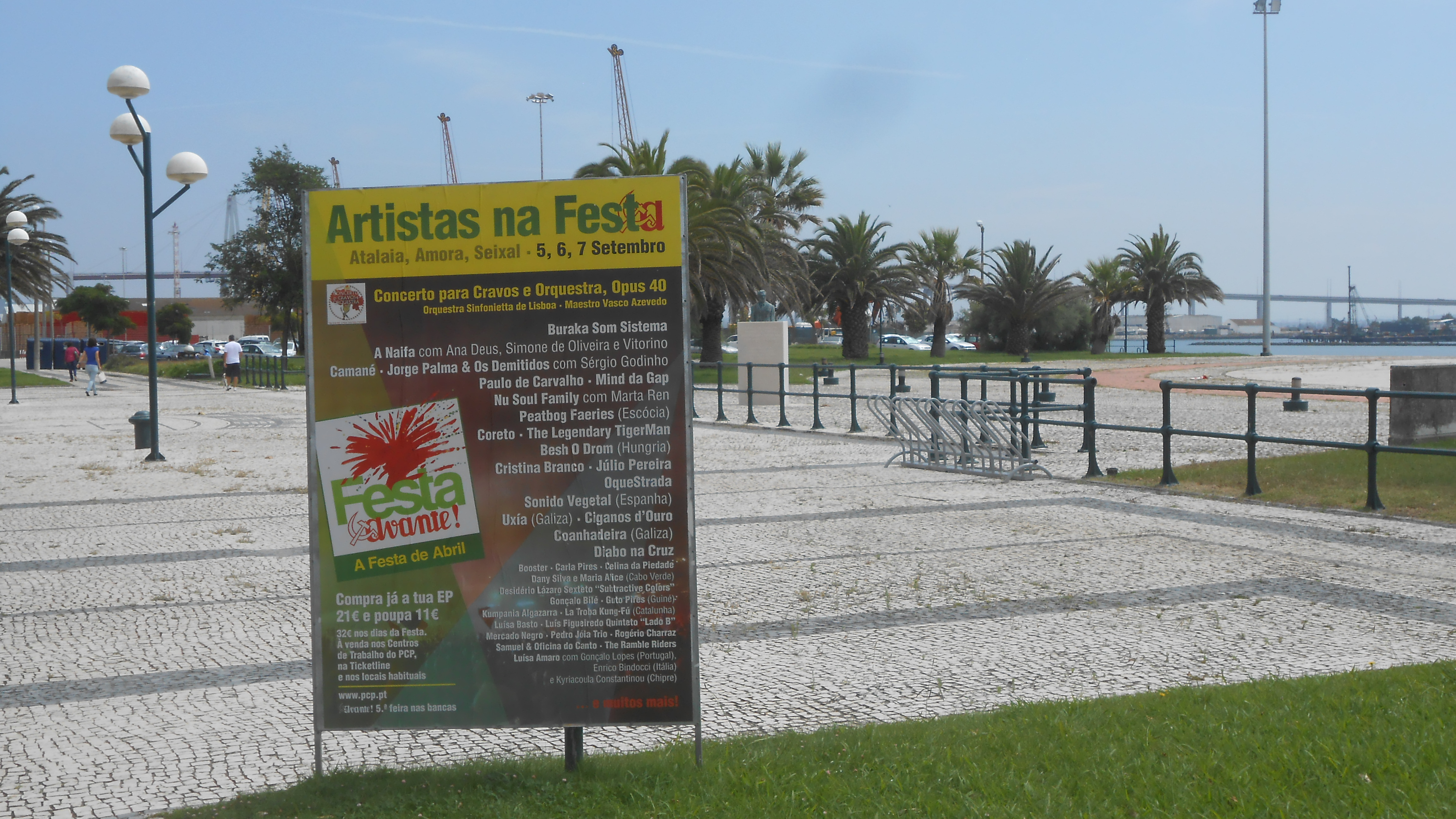
Plakat mit Programmpunkten der Festa, gesehen 2014 im Seebad Figueira da Foz

Traditionell wird das Fest am Freitagnachmittag durch eine kurze Rede des Parteivorsitzenden der PCP eröffnet, und am Sonntagnachmittag mit einer längeren PCP-Veranstaltung beendet. Die Partei nutzt vor allem den Sonntagnachmittag traditionell als öffentliche Parteiveranstaltung auf der größten Bühne des Geländes (Palco 25 de Abril). Zeitgleich finden an allen anderen Veranstaltungsorten weiter eine Vielzahl Veranstaltungen statt.
Die jährliche „Festa“ bietet eine kaum überschaubare Anzahl an Programmpunkten. In einer umfassenden Festival-Illustrierten (2007: 110 Seiten) werden alle Programmpunkte und -Orte aufgeführt, in einer kleinen Festival-Ausgabe der „Avante!“  werden die wichtigsten Veranstaltungen gesondert vorgestellt, und im Festival-Radio weitere Informationen und Berichte angeboten. Das Programm der „Festa“ beinhaltet Konzerte auf verschiedenen großen und kleineren Bühnen, offen und überdacht. Die Bandbreite reicht von klassischer Musik über Jazz, Blues und Weltmusik bis zu Punk, Ska, Metal, Hip-Hop und allen Spielarten des Pop/Rock und elektronischer Tanzmusik. Es gibt auch Fado, Folklore und volkstümliche Musik. Darüber hinaus gibt es in verschiedenen Zelten Ausstellungen, Lesungen, Workshops, Theater, Kino und Tanz (sowohl Tanzkunst als auch Folklore).
Über das ganze Gelände sind Themenpavillons verteilt. So stellt jede regionale PCP-Organisation ihre Heimatregion gastronomisch und kulturell vor, es gibt Pavillons zu Themen wie Frauenrechte, Zukunftstechnologien, Migration, Jugend oder Internationalismus, und auch befreundete internationale Parteien und Organisationen stellen ihre Länder gastronomisch und kulturell vor.
Es gibt Gesundheitsstationen, Telefonzellen, Bankautomaten, Informationsstände, Gepäckaufbewahrungen und Campingplätze. Dazu gibt es während des Festivals durchgehend unter anderem eine Buchmesse, eine CD-, Schallplatten- und DVD-Börse, Weinproben, Imbissstände, thematische Bars und Restaurants, Kunsthandwerkszelte, Diskussionsforen, Kleinkunst- und Sportveranstaltungen (Leichtathletikläufe, Fallschirmspringen, Radrennen, Fußballturniere u. a.).
Ein typisches Merkmal dieses Festivals ist das immer wieder zu hörende instrumentale Lied A carvalhesa. Es geht auf eine, 1932 erstmals von Kurt Schindler festgehaltene Volksweise aus Trás-os-Montes zurück. Das Lied wird vor dem ersten Abendkonzert der „Festa“ an der Hauptbühne abgespielt und stellt einen ersten Höhepunkt dar. Es wird seit dem Wahlkampf 1985 auf jeder „Festa“ gespielt und erklingt immer wieder an verschiedenen Stellen des Geländes. Eine Mehrzahl von (vorwiegend jungen) Festivalbesuchern fängt dann stets einen hüpfenden, ausgelassenen Kreistanz an. Das Lied gilt als „Hymne“ der Festa do Avante!.

## Galerie

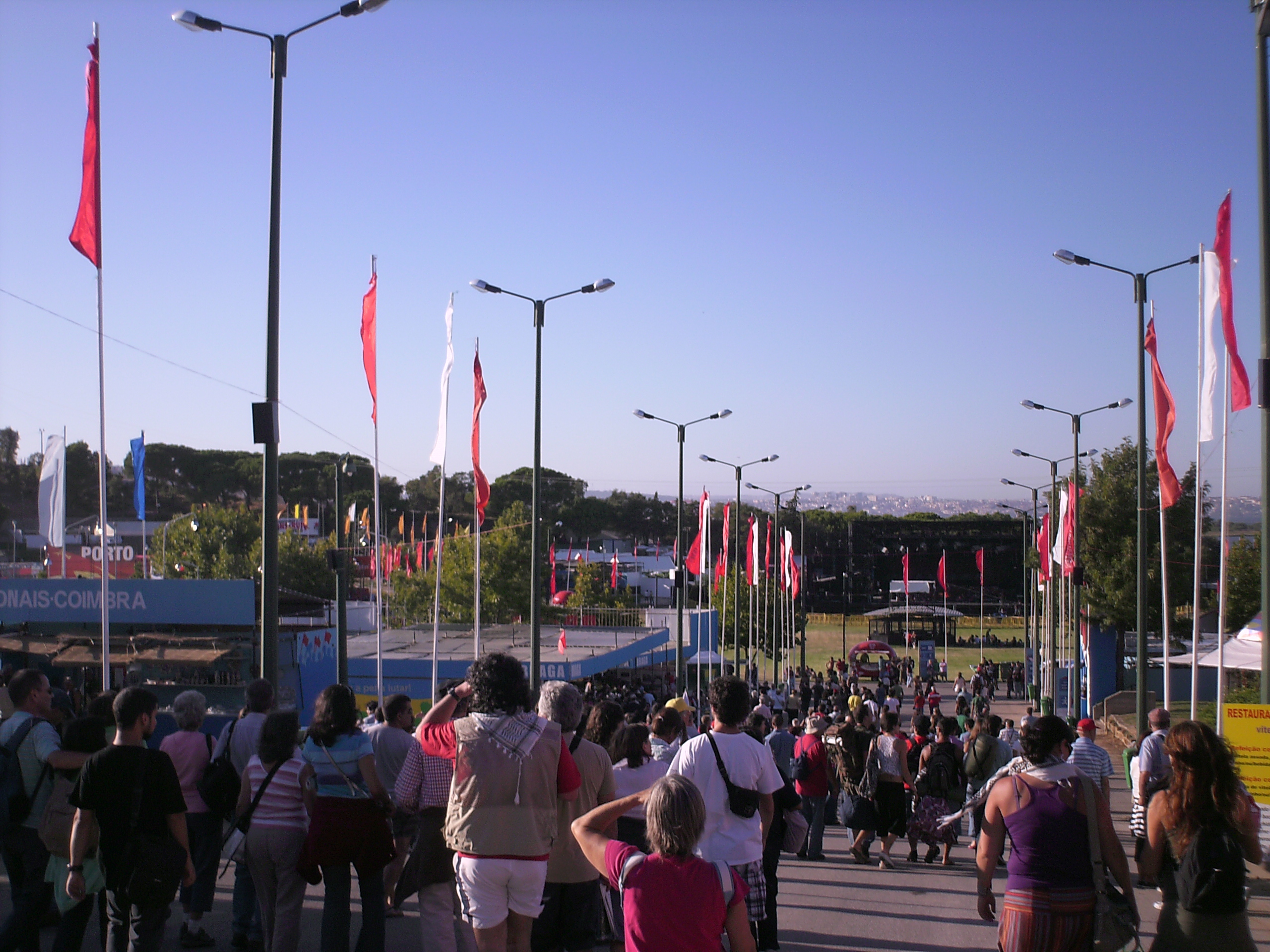
Festivalgelände (Teilansicht)
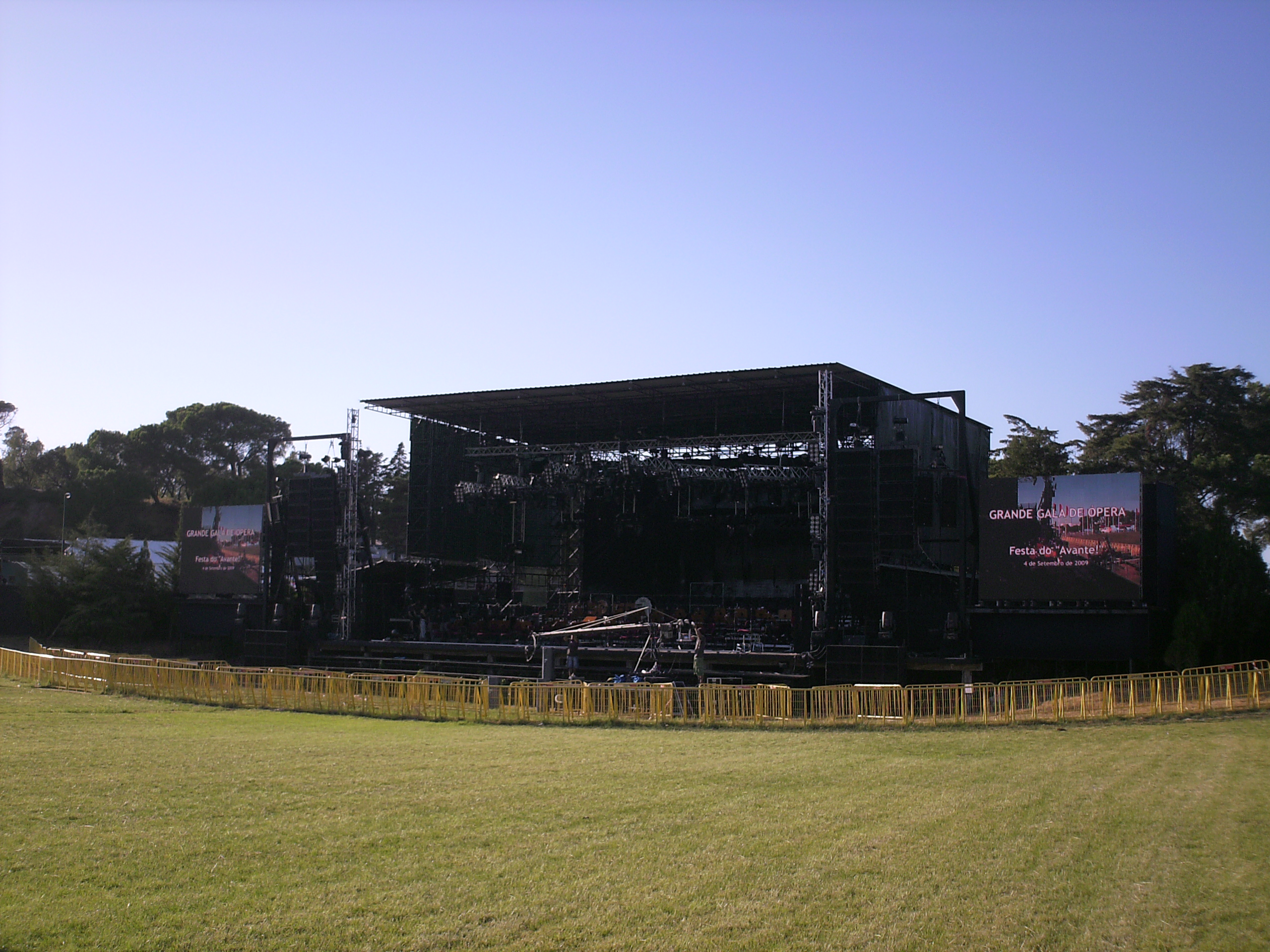
Die Bühne 25 de Abril vor der Operngala auf der Festa 2009
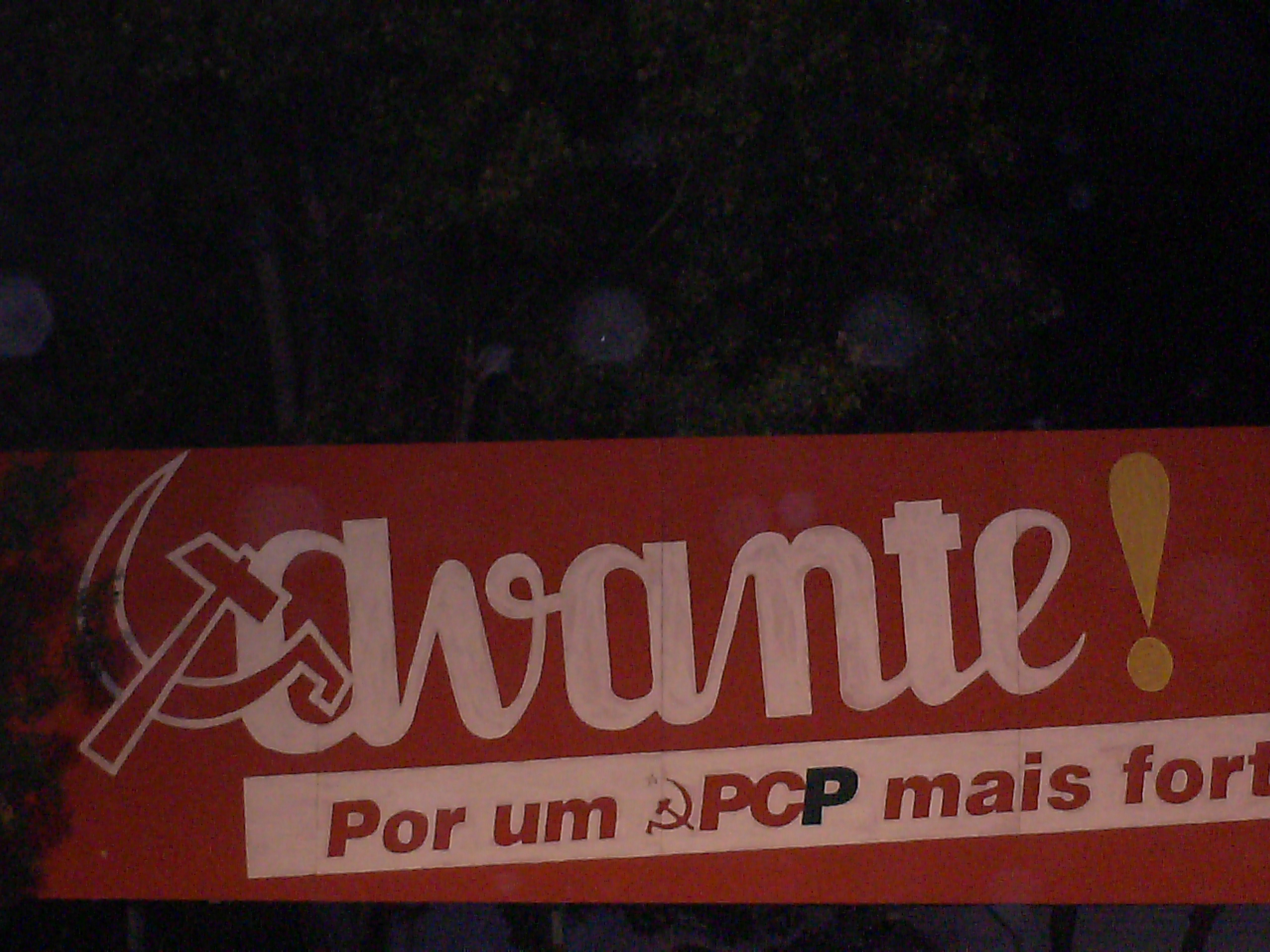
Banner mit dem Logo der Festa
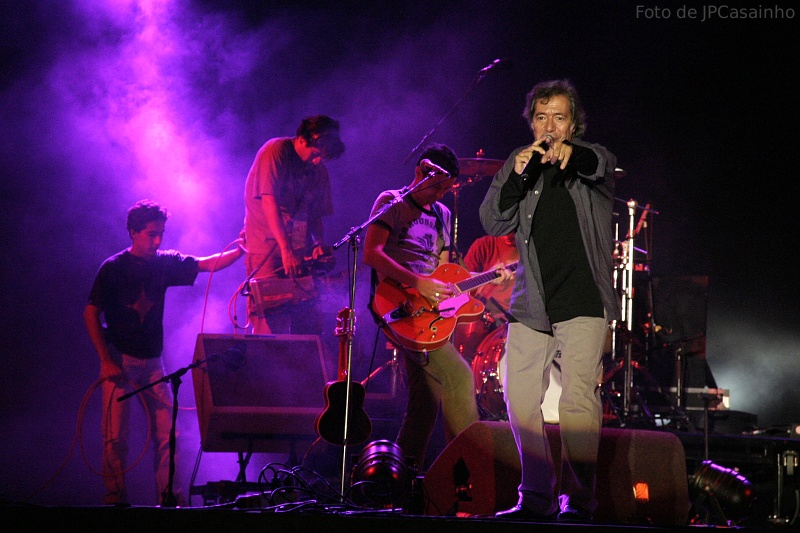
Sérgio Godinho auf der Festa 2004
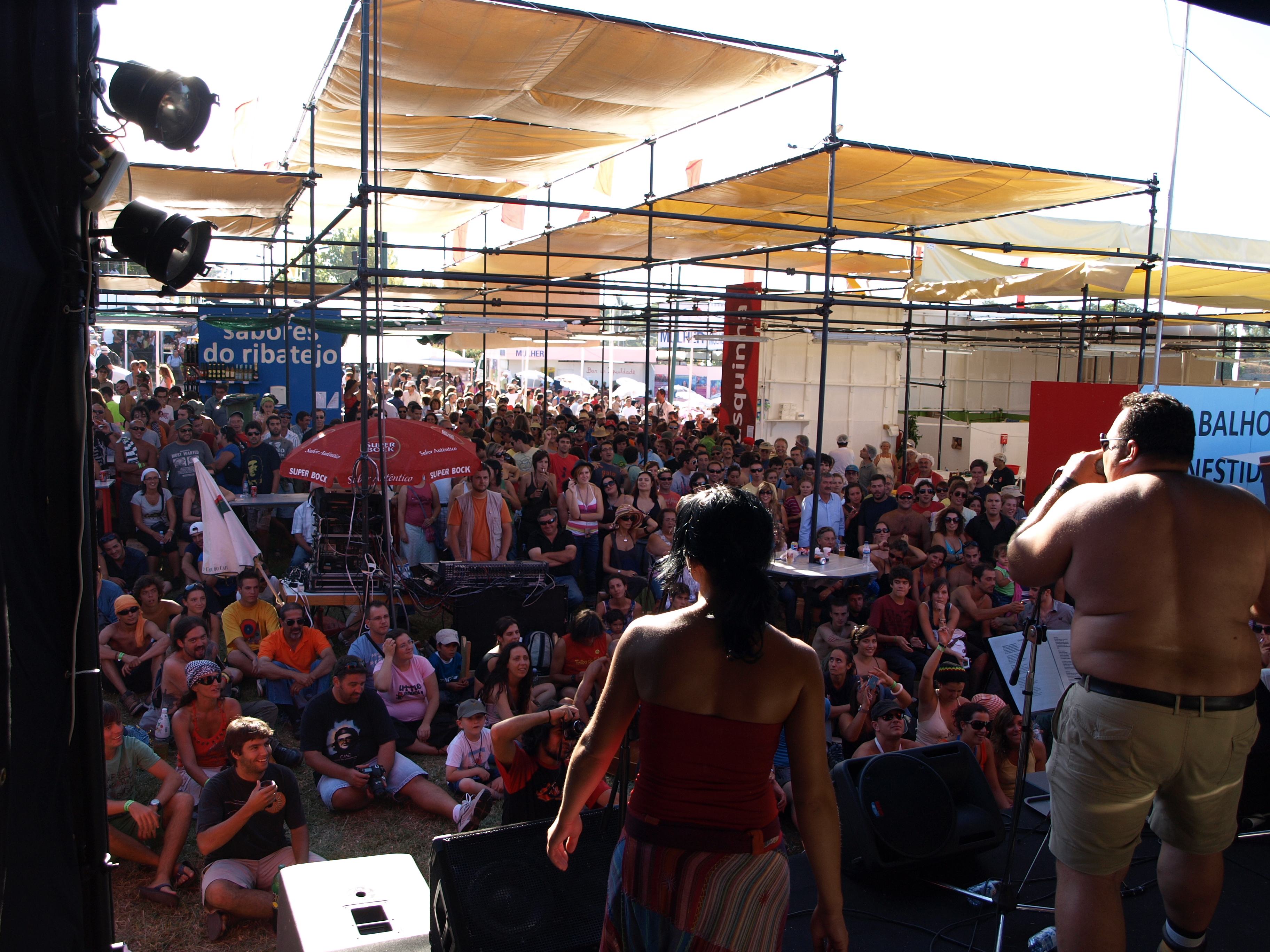
Eine der Kleinkunstbühnen auf der Festa 2009
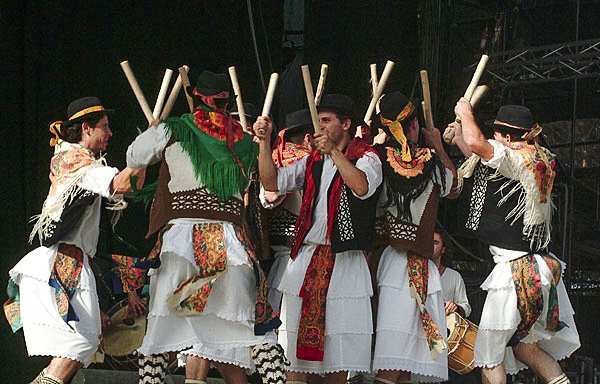
Die Stocktänzer (Pauliteiros) aus Miranda auf der Festa 2005